# Calliphora sternalis
Calliphora sternalis este o specie de muște din genul Calliphora, familia Calliphoridae, descrisă de Malloch în anul 1932. Conform Catalogue of Life specia Calliphora sternalis nu are subspecii cunoscute.